# Gare de Bollate-Nord
La gare de Bollate-Nord (en italien, Stazione di Bollate Nord) est une gare ferroviaire italienne de la ligne de Milan à Saronno, située au Nord de la ville de Bollate dans la province de Milan en région de Lombardie.

## Situation ferroviaire
Établie à environ 160 mètres d'altitude, la gare de Bollate-Nord est située au point kilométrique (PK) 11 de la ligne de Milan à Saronno, entre les gares de Bollate-Centro et de Garbagnate-Parco-delle-Groane.

## Service des voyageurs

### Accueil
Gare voyageurs Ferrovienord, elle dispose d'un bâtiment voyageurs, avec guichet et automate pour l'achat de titres de transport. 
Un souterrain permet la traversée des voies et l'accès aux quais.

### Desserte
Bollate-Nord est desservie par des trains Trenord du service ferroviaire suburbain de Milan: lignes ligne S1, relation Lodi - Saronno, ligne S3, relation Milan-Cadorna - Saronno.

### Intermodalité
Un parking pour les véhicules y est aménagé.